# خلیجک ساحلی

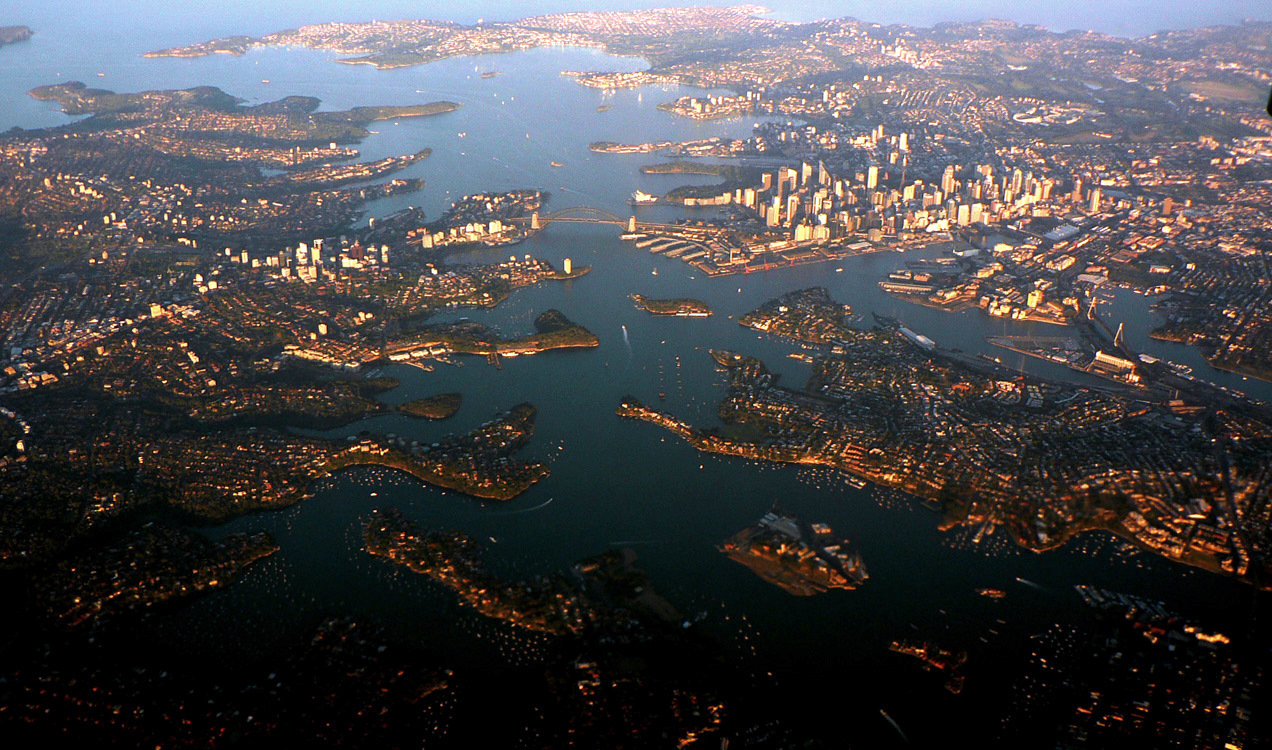
پورت جکسون که به آن بندر سیدنی نیز گفته می‌شود، یک دره رودخانه غرق شده‌است. شکل عمیق تورفتگی ریا منعکس کننده الگوی دندریتی زهکشی است که پیش از بالا آمدن سطح دریا که سیل دره را فرا گرفت وجود داشت.

یک خلیجک ساحلی (به انگلیسی: Ria)، یک خلیجک ساحلی است که از غرق شدن جزئی دره رودخانه بدون یخبندان تشکیل شده‌است. دره رود غرق شده‌ای است که به دریا بازمی‌ماند.